# 辛西娅·埃克特
辛西娅·埃克特（英語：Cynthia Eckert，1965年10月27日—），美国女子赛艇运动员。她曾代表美国参加1988年和1992年夏季奥林匹克运动会赛艇比赛，其中1992年奥运会获得一枚银牌。